# Hans Ulrich von Eggenberg

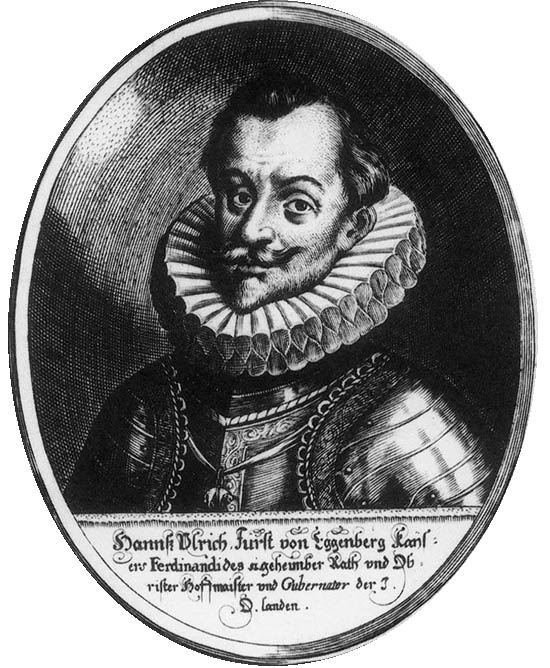
Kupferstich mit dem Porträt Hans Ulrichs von Eggenberg, 17. Jahrhundert

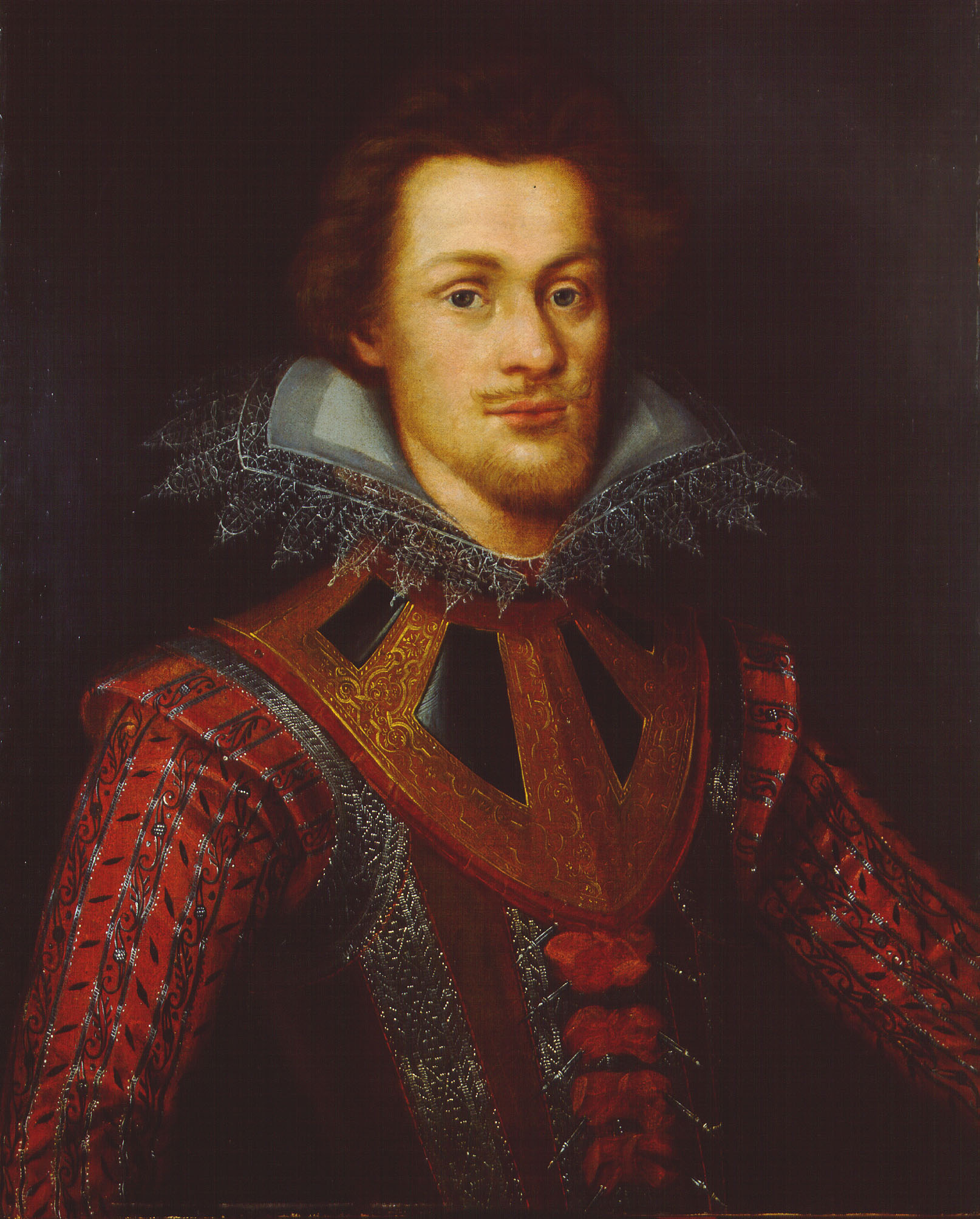
Hans Ulrich von Eggenberg, Joseph Heintz d. Ä., 1603/04

Fürst Hans Ulrich von Eggenberg (auch Johann Ulrich; * 1568 in Graz; † 18. Oktober 1634) entstammte dem Geschlecht der im 16. Jahrhundert geadelten und im 17. Jahrhundert gefürsteten Eggenberger. Er war Hofkammerpräsident des späteren Kaisers Ferdinand II. und Herzog von Krumau in Böhmen.
Besonders bedeutsam war in seinem Leben das Zusammenwirken mit Kaiser Ferdinand II. Er diente dem Habsburger während des Dreißigjährigen Krieges als Obersthofmeister und Direktor des Geheimen Rats. Ferdinand II. verlieh seinem Ratgeber zahlreiche große Güter und erhob ihn in den Reichsfürstenstand. Hans Ulrich von Eggenberg war einer der reichsten und politisch einflussreichsten Männer seiner Zeit.

## Leben
Als Sohn des evangelisch-lutherischen Seyfried von Eggenberg, Herr zu Erbersdorf, und der Anna Benigna, geborene Galler von Schwanberg, wurde Eggenberg 1568 in Graz geboren. 1583 begann er ein Studium am Tübinger Stift in Tübingen, wo ein Bekannter Eggenbergs aus Graz, Johannes Kepler, auch studierte, und kehrte nach dem Tod seines Vaters 1594 nach Graz zurück.

### Im Dienst von Erzherzog Ferdinand
Er war seit 1597 Mundschenk von Erzherzog Ferdinand, der seit 1590 Landesfürst der innerösterreichischen Länder war, und seit 1598 erzherzoglicher Kammerherr.
Eggenberg war – als einer von fünf Kammerherren – auch Teil der vierzigköpfigen Delegation, die Erzherzog Ferdinand ab 22. April 1598 auf dessen Pilgerreise nach Italien begleitete, die über Laibach, Gradisca und Venedig nach Ferrara ging, wo Papst Klemens VIII. (regiert von 1592 bis 1605) besucht wurde, dann ging es zum Heiligtum in Loreto, nach Rom und Florenz und schließlich über Südtirol und Kärnten zurück in die Steiermark. Im gleichen Jahr unternahm Eggenberg in Begleitung der Mutter von Erzherzog Ferdinand, Maria Anna von Bayern, eine weitere Reise nach Italien, da ihre Tochter Margarette Erzherzogin von Österreich als Gemahlin von Philipp III. König von Spanien zugeführt werden sollte. Am 15. November 1598 wurde die Erzherzogin in Ferrara dem Stellvertreter ihres Bräutigams angetraut. Zugleich heiratete Erzherzog Albrecht die Infantin Isabella von Spanien.
Eggenberg dürfte auch hoch in der Gunst der Mutter von Erzherzog Ferdinand gestanden sein. So schrieb diese in einem Brief an ihren Sohn am 20. Jänner 1599: „höre gern, daß Du von dem Eggenberg allen gute Bericht empfangen hast. Ich erwarte seiner mit Verlangen.“ Mitte Februar 1599 geleitete Eggenberg die Fürstlichkeiten nach Savona, fuhr voraus nach Barcelona und nahm am 18. April 1599 an der Hochzeitsfeier der Erzherzogin Margarethe mit König Philipp III. in Madrid teil. Auf der Heimreise trennte sich Eggenberg von der Reisegesellschaft, da die Erzherzogin-Mutter nach München weiterreiste, kehrte nach Graz zurück und holte später von dort die Erzherzogin von München ab, die über ihn schrieb: „er weiß viel, halt auch nix von Hispanien.“

### Freiherrnstand
Noch im selben Jahr erlangte Eggenberg die ersehnte Standeserhöhung, die am 29. Dezember 1598 erfolgte, da sein Vetter, Ruprecht von Eggenberg (* 1546; † 7. Februar 1611 in Graz) ein berühmter österreichischer Feldherr in den Kriegen gegen die Osmanen, der den Titel „General-Feld-Obrist-Feldzeugmeister“ trug, gemeinsam mit dessen verstorbenen Brüdern und deren Nachkommen sowie mit seinem Vetter Hans Ulrich in den Freiherrnstand erhoben wurde. Hans Ulrich nannte sich daher Freiherr von Eggenberg zu Ehrenhausen und Herbersdorf. Von letzterem Titel machte er jedoch kaum Gebrauch, da Herbersdorf bald verkauft wurde.
Eggenberg konvertierte um 1600 zum Katholizismus, was seiner Karriere den entscheidenden Schub verlieh.

### Landeshauptmann in Krain
Ab 1602 war er Landeshauptmann im Herzogtum Krain, wo er durch Landkäufe eine Reihe von Gütern erwarb und sich damit eine Art von Hausmacht in Krain schuf. Im gleichen Jahr 1602 wurde er den Sitzungen des innerösterreichischen Geheimen Rates beigezogen und 1603 – mit 35 Jahren – zum erzherzoglichen Geheimen Rat und zugleich zum Hofkammerpräsidenten und damit zum Finanzminister der erzherzoglichen Länder ernannt. Kaiser Rudolf II. betraute ihn im Jahre 1605 mit einer wichtigen Mission in Spanien.

### Freund von Kaiser Ferdinand II.
Als Jugendfreund und Günstling des späteren Kaisers Ferdinand II. wurde er 1615 dessen Obersthofmeister, Präsident des Geheimen Rates und Statthalter von Innerösterreich, Niederösterreich, Oberösterreich, Steiermark und Krain. Nach finanzieller Vermittlung durch Eggenberg wurde Ferdinand zum König von Ungarn gewählt. Im Jahre 1616 konnte er den Umbau des Schlosses Straß vollenden.
Der König von Spanien, Philipp III., ernannte Eggenberg 1620 zum Ritter des Ordens des Goldenen Vlieses. Nach der Schlacht am Weißen Berg in der Frühphase des Dreißigjährigen Krieges sprach er sich für Härte gegen die unterlegenen böhmischen Standesherren aus, was zu gewaltigen Besitzumschichtungen führte.

### Reichsfürst und Herzog von Krumau
Nachdem er Kaiser Ferdinand ein Darlehen in Millionenhöhe gewährt hatte, erhielt er von diesem 1622 die Herrschaft Krumau in Südböhmen. 1623 wurde er als Herzog von Krumau in den Reichsfürstenstand erhoben. 1625 ließ Eggenberg nach Plänen von Giovanni Pietro de Pomis den mittelalterlichen Stammsitz seiner Familie in Graz zu einem prunkvollen Schloss umbauen, da ihn Kaiser Ferdinand II. im gleichen Jahr zum Gubernator von Innerösterreich ernannt hatte.
Eggenberg galt als ein bedeutender Förderer der spanischen Partei und einer Gruppe von religiös pragmatischen Aufsteigern, wie auch zum Beispiel Wallenstein, am Hofe Ferdinands. Ihm wurde eine hohe Bestechlichkeit nachgesagt. Nach der Ermordung Wallensteins im Jahre 1634 zog er sich vom kaiserlichen Hof zurück und verstarb kurze Zeit später.

## Ehe und Kinder

### Ehe
Hans Ulrich von Eggenberg heiratete in Graz am 5. April 1598 Sidonia Freiin von Thannhausen (* um 1579, † Wien 9. Mai 1614) aus dem ursprünglich salzburgischen Geschlecht, das von dem gleichnamigen, bis heute existierenden schwäbisch-fränkisches Adelsgeschlecht Thannhausen mit dem Stammhaus in Tannhausen bei Ellwangen an der Jagst zu unterscheiden ist. Sie war eine Tochter des Konrad (III.) Freiherrn von Thannhausen († 1601), für den 1580 das Amt des Erblandjägermeisters der Steiermark geschaffen wurde und der 1585 oberster Jägermeister der Österreichischen Erblande war, und der Barbara Dorothea von Teuffenbach († 1605), aus steirischem Uradel mit dem Stammsitz bei Niederwölz im Bezirk Murau, die eine Tochter des Johann von Teuffenbach († vor 1565) und der Marta von Windisch-Graetz war.
Für den Aufstieg Eggenbergs war dabei wohl auch der Umstand von Bedeutung, dass sein Schwager, Balthasar Freiherr von Thannhausen seinem Vater 1601 im Amt des Erblandjägermeisters im Herzogtum Steiermark nachfolgte und mit dem jungen, seit dem Tod von Erzherzog Karl II. von Innerösterreich im Jahre 1590 in der Steiermark regierenden Landesfürsten Ferdinand Erzherzog von Österreich, der von 1619 bis zu seinem Tode Kaiser des Heiligen Römischen Reiches war, als regelmäßiger Begleiter auf dessen Jagdausflügen in engen freundschaftlichen Beziehungen stand, wie noch vorhandene Korrespondenzen zeigen.

### Kinder
Walter Ernst Heydendorff nennt folgende Kinder:
1. Maria Ottilia Gräfin  von Eggenberg (* 3. September 1599 in Graz, † jung)
2. Maria Anna Gräfin  von Eggenberg († jung)
3. Maria Sidonia Gräfin von Eggenberg († vor 15. Jänner 1650 in Graz), ⚭ 16. November 1615 in Graz Julius Neidhardt Freiherr von Mörsberg und Beffort, seit 1632 Graf von Mörsberg und Beffort, Reichshofrat, Kämmerer und Hauptmann der Leibtrabanten, Geheimer Rat und Obrister Erblandhofmeister für Steiermark, 1632 Vizestatthalter der Steiermark († 1642)[11]
4. Maria Franziska Gräfin von Eggenberg (* 1607, † nach 1. September 1679 in Annaberg), ⚭ Graz 28. Juni 1620 Karl Leonhard I. Freiherr von Harrach, seit 10. Juli 1617 Graf von Harrach zu Rohrau,  (* 4. Juni 1594, † 30. Juni 1645)[11] Durch diese Ehe kam Maria Franziska  unter anderem in Schwägerschaft mit: Ernst Adalbert Reichsgraf Graf von Harrach, seit 1622 Erzbischof von Prag, seit 1626 Kardinal, seit 1663 auch  Bischof von Trient und  zuletzt Kardinalpriester von San Lorenzo in Lucina (*Wien 4. November 1598;  † Wien 25. Oktober 1667, dort begraben in der Augustinerkirche), sowie mit Maria Elisabeth Gräfin von Harrach, (* 28. September 1601; † 23. März 1655, Neuschloss ) ⚭ 9. Juni 1623 in  Wien, Albrecht Wenzel Eusebius von Waldstein (* 24. September 1583; † ermordet 25. Februar 1634 in Eger), Herzog von Friedland und Sagan, von 1628 bis 1631 als Albrecht VIII. Herzog zu Mecklenburg, Fürst zu Wenden etc. zwischen 1625 und 1634 zweimal Oberbefehlshaber der kaiserlichen Armee im Dreißigjährigen Krieg – den Fürst Hans Ulrich von Eggenberg als erster Minister des Kaisers vielfach unterstützte – und mit Otto Friedrich, Graf von Harrach, (* 2. September 1610, † 1648) ⚭  Kaiser Ebersdorf 7. Oktober 1635 Lavinia Thekla Gonzaga aus dem Haus der Grafen von Novellara und Bagnolo (* 1610; † 7. Mai 1639), dem näheren Stammvater des noch blühenden Hauses Harrach.
5. Margaretha Gräfin  von Eggenberg († 1657), ⚭ I. 23. April 1626 in Wien Adam Paul Graf Slawata († 1657), 2. Regierer des Hauses Neuhaus, auf Neuhaus, Zirownicz und Roth-Lhotta, Oberst-Erbland-Mundschenk im Königreich Böhmen, kaiserlicher Kammerherr und Reichshofrat, schließlich Oberstkanzler im Königreich Böhmen. Er war ein Sohn des böhmischen Statthalters Graf Wilhelm Slavata. Diese Ehe wurde jedoch 1632 für ungültig erklärt. ⚭ II. nach 1334 Michael Adolf (seit 1608)  Graf von  Althann, Feldmarschall († 1638)
6. Johann Anton I.  2. Reichsfürst von Eggenberg, 2. Herzog von Krumau in Südböhmen (1634–1649) und seit 1647 gefürsteter Graf von Gradisca etc.  (* Wien 5. Februar 1610; † Laibach 19. Februar 1649, begaben  in Graz.), ⚭ Regensburg 19. Oktober 1639 Anna Maria Markgräfin von Brandenburg-Bayreuth (* 30. Dezember 1609 in Bayreuth; † 8. Mai 1680 in Ödenburg), die älteste Tochter von Christian Markgraf von Brandenburg-Bayreuth (1581–1655) und der  Marie Prinzessin in Preußen